# Walter Brom
Walter Henryk Brom (Chorzów, 14 de gener de 1921 - Chorzów, 18 de juny de 1968) fou un futbolista polonès de la dècada de 1940.
Durant la seva carrera defensà els colors del Ruch Chorzów. Fou internacional amb la selecció de Polònia, amb la qual disputà el Mundial de 1938.